# 獅子頭 (地名)
獅子頭，原寫為獅仔頭，是臺灣嘉義縣竹崎鄉的一個傳統地域名稱，位於該鄉西端。相較於今日行政區，其範圍大致包括獅埜村不含東半葉的北部及東部邊界地帶、義和村西北端及東北部、義仁村北端。

## 歷史
台灣日治初期，獅子頭地區為一街庄（舊制街庄），稱為「獅仔頭庄」，隸屬於打貓東下堡。該庄北與葉仔藔庄為鄰，東北與沙坑仔庄為鄰，東與羗仔科庄為鄰，南邊為番仔潭庄、山仔門庄，林仔尾庄，西邊為大崎腳庄、松仔腳庄。
1901年（日治明治三十四年）11月11日，全台設置二十廳，該庄隸屬於嘉義廳。1904年（明治三十七年）2月15日，該庄編入「大崎腳區」，隸屬於嘉義廳。1909年（明治四十二年）10月25日，全台整併二十廳為十二廳，該庄仍隸屬於嘉義廳。1910年（明治四十三年）1月18日，各區管轄區域調整，該庄仍隸屬於嘉義廳的「大崎腳區」。
1920年（大正九年）10月1日，全台廢十二廳改設五州二廳，該庄改制並雅化為「獅子頭」大字，隸屬於臺南州嘉義郡竹崎庄（新制街庄）。
戰後竹崎庄改制為竹崎鄉，隸屬於臺南縣，大字亦改制為村。1950年（民國39年）10月，雲、嘉、南分治，竹崎鄉改隸屬於嘉義縣。

## 聚落
本地區發展較早的聚落有獅仔頭、桃仔坑、番仔藔、圳頭厝、圳頭坑等，在日治期初期的官方地圖上已有記載。此外，本地區尚有公館聚落。獅仔頭現已分成許厝、林厝兩個聚落。

## 交通
縣道166號是東石至瑞里的道路，經過本地區盧厝挖聚落、楠子腳聚落南郊。由該道路西行可前往民雄鄉、新港鄉、六腳鄉、東石鄉，並止於縣道168號轉角路口；東行可前往竹崎鄉竹崎市區、梅山鄉的瑞里，並止於縣道162甲線路口。
鄉道嘉108線是新庄仔至沙坑的道路。
鄉道嘉111線是寶林寺至內埔仔的道路。
鄉道嘉179線是火炭埔至溪角的道路。

## 學校
- 義仁國小獅埜分校（已廢校）